# Mystus pelusius
Mystus pelusius es una especie de peces de la familia Bagridae en el orden de los Siluriformes.

## Morfología
• Los machos pueden llegar alcanzar los 17,8 cm de longitud total.

## Distribución geográfica
Se encuentra en  Irán,  Irak y Turquía.